# Södermanlands runinskrifter 345
Runinskrift Sö 345 är en runsten vid Ytterjärna kyrka i Ytterjärna socken och Södertälje kommun i Södermanland.

## Stenen
Stenen som är avslagen på mitten har senare blivit hopfogad och den är 160 cm hög, 90-120 cm bred och 20 cm tjock. Runhöjden är 9-10 cm. Den är mycket sliten och har en gång legat som trappsten vid ingången till kyrkans vapenhus. Det noterades att den låg där år 1667 och den hade säkerligen haft den användningen långt innan dess. 
Senare har två mindre runstensfragment hittats på kyrkogården, men dessa tillhör troligen inte Sö 345. Vid kyrkan finns nu bara ett fragment kvar: Sö 345B. Det andra är tyvärr sedan länge försvunnet. Ristningen som skapades kring 1000-talets mitt består av en runslinga som följer stenens kurviga form. Den endast delvis bevarade inskriften lyder i översättning:

## Inskriften
Translitterering av runraden:
... ...in × þinsa × at × kai(ʀ)... ... ...-n · eʀ · e[n-a]þr × ut - × kr...
Normalisering till runsvenska:
... [stæ]in þennsa at Gæiʀ... ... [Ha]nn eʀ æn[d]aðr ut [i] Gr[ikkium].
Översättning till nusvenska:
... (resa sten) denna efter Ger ... Han 'är ändad'  ute i Grekland.
Elias Wessén anger  "han  hade  dött  ute   i   Grekland".

## Fler bilder

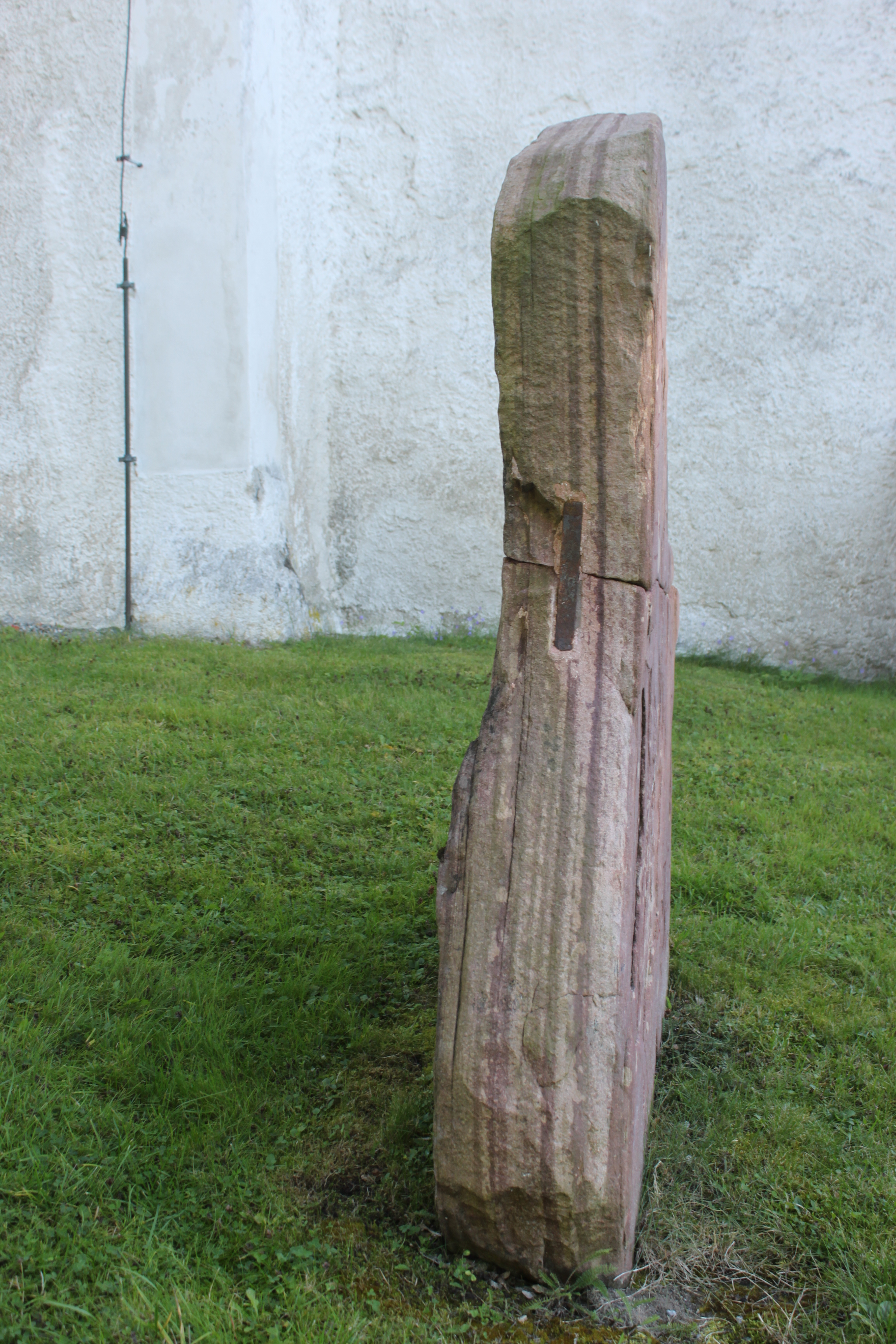
Sidan av Sö 345.
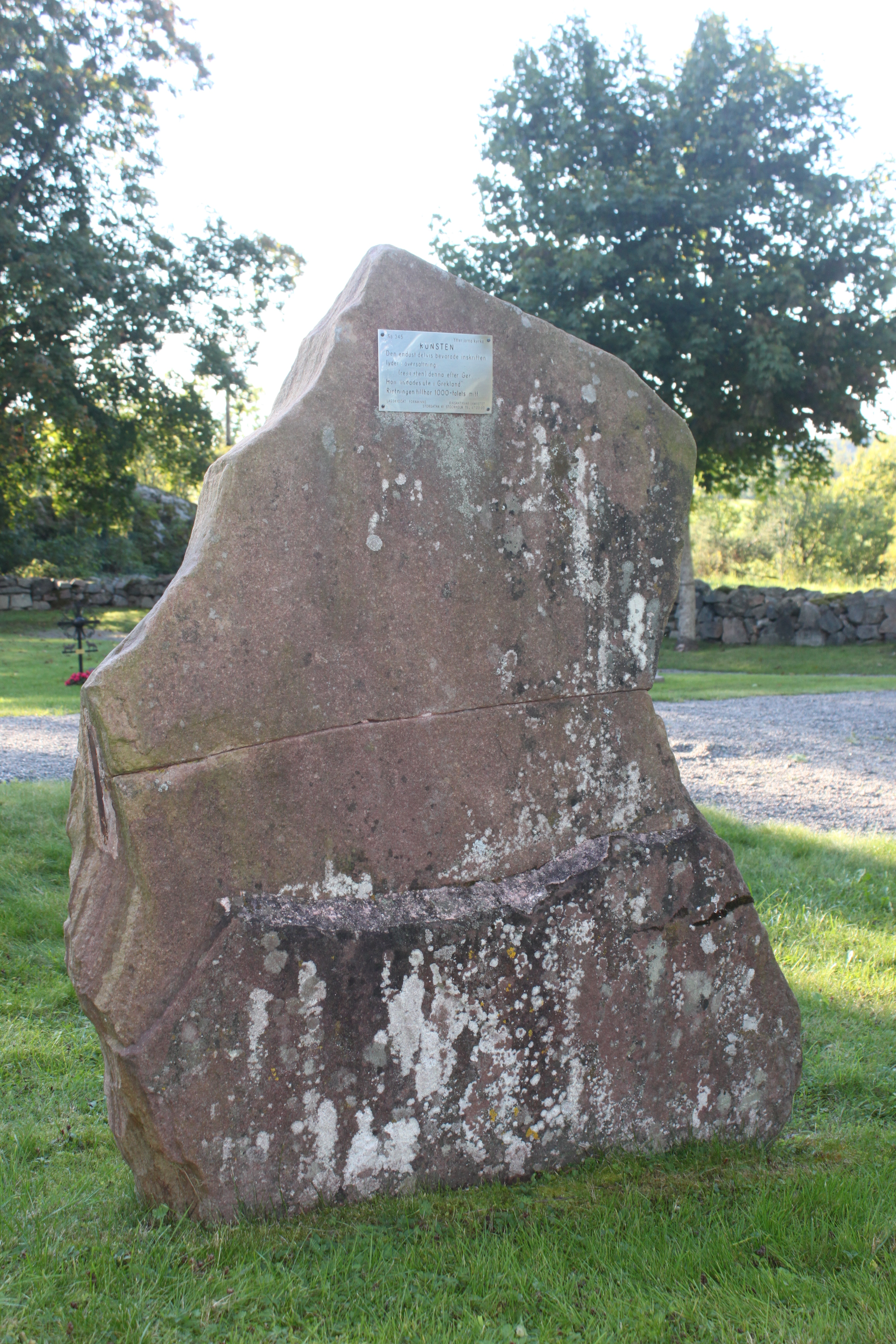
Baksidan av Sö 345.
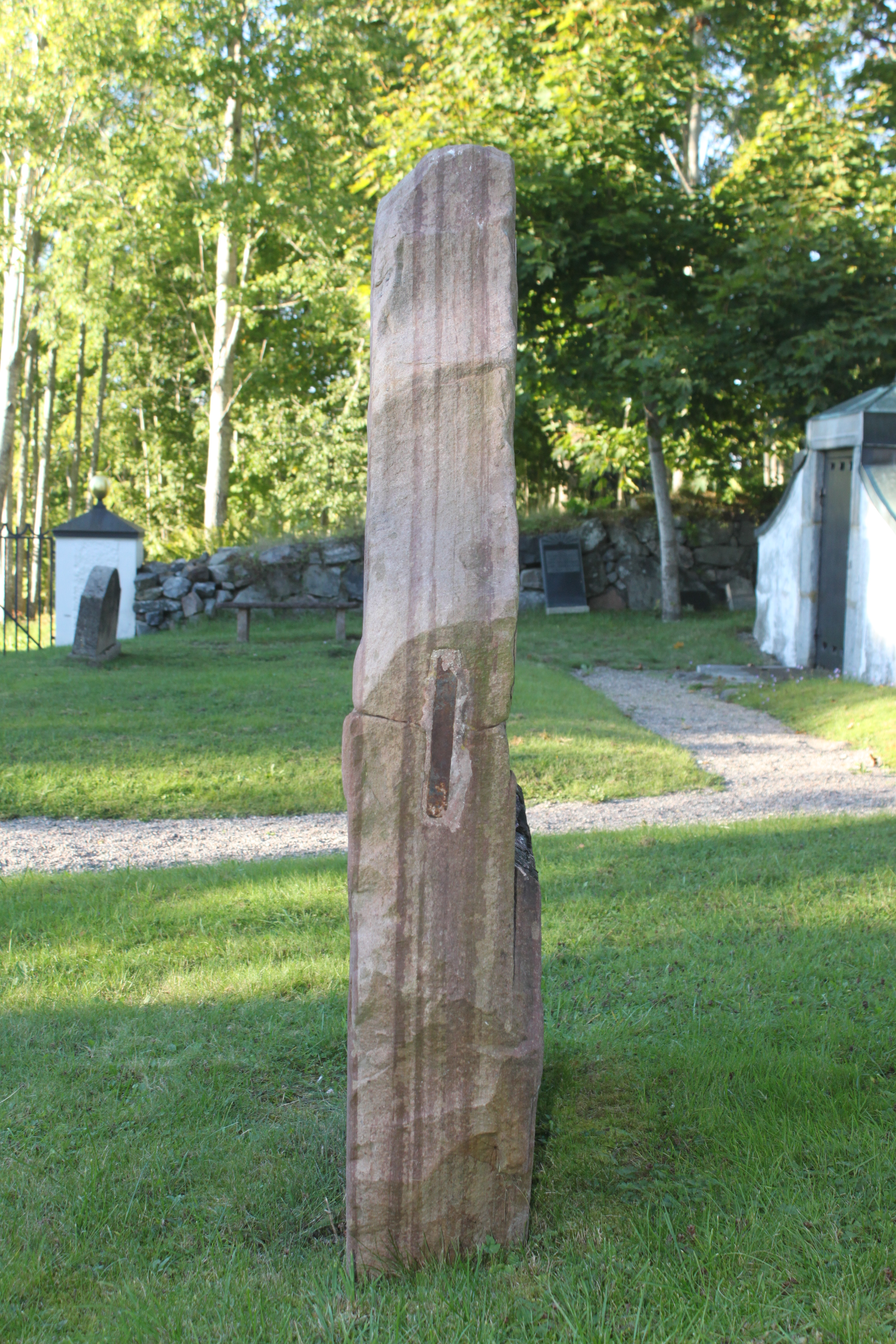
Andra sidan av Sö 345.